# Julea
Julea is een geslacht van rechtvleugeligen uit de familie veldsprinkhanen (Acrididae). De wetenschappelijke naam van dit geslacht is voor het eerst geldig gepubliceerd in 1914 door Bolívar.

## Soorten
Het geslacht Julea  is monotypisch en omvat slechts de volgende soort:
- Julea indica (Bolívar, 1914)